# Рентгеновская нотация атомных орбиталей
Рентгеновская нотация атомных орбиталей (англ. X-ray notation) — метод классификации атомных орбиталей, используемый при изучении рентгеновского излучения. Этот метод традиционного используется в большинстве спектроскопических методов, связанных с рентгеновским излучением, включая Оже-спектроскопию и рентгеновскую фотоэлектронную спектроскопию. Каждому главному квантовому числу соответствует определённая буква.

## Номенклатура
| Квантовые числа | Квантовые числа | Квантовые числа | Квантовые числа | Атомная номенклатура | Рентгеновская номенклатура |
| n               | l               | s               | j               | Атомная номенклатура | Рентгеновская номенклатура |
| --------------- | --------------- | --------------- | --------------- | -------------------- | -------------------------- |
| 1               | 0               | ±1/2            | 1/2             | 1s(1/2)              | K1                         |
| 2               | 0               | ±1/2            | 1/2             | 2s(1/2)              | L1                         |
| 2               | 1               | -1/2            | 1/2             | 2p1/2                | L2                         |
| 2               | 1               | +1/2            | 3/2             | 2p3/2                | L3                         |
| 3               | 0               | ±1/2            | 1/2             | 3s                   | M1                         |
| 3               | 1               | -1/2            | 1/2             | 3p1/2                | M2                         |
| 3               | 1               | +1/2            | 3/2             | 3p3/2                | M3                         |
| 3               | 2               | -1/2            | 3/2             | 3d3/2                | M4                         |
| 3               | 2               | +1/2            | 5/2             | 3d5/2                | M5                         |

## Применение
- Рентгеновские источники классифицируются по типу материала и орбитали, используемой для генерации излучения. Например, излучение CuKα соответствует рентгеновскому излучению из K орбитали меди.
- Поглощение электромагнитного излучения характеризуется орбиталью, которая поглощает рентгеновский фотон. В спектроскопии протяжённой тонкой структуры рентгеновского поглощения[англ.] и рентгеновском магнитном круговом дихроизме[англ.] L-порог или L порог абсорбции обозначают точку, при которой L-орбиталь начинает абсорбировать рентгеновское излучение.
- В Оже-спектроскопии пики идентифицируются тремя орбитальными обозначениями. Например, KL1L2. В данном случае K обозначает вакансию, которая первоначально существовала на ядерном уровне, L1 обозначает состояние электрона, которое релаксирует в вакансию, L2 обозначает орбиталь, с которой излучается электрон.